# Xyris parvula
Xyris parvula är en gräsväxtart som beskrevs av Gustaf Oskar Andersson Malme. Xyris parvula ingår i släktet Xyris och familjen Xyridaceae. Inga underarter finns listade i Catalogue of Life.